# Authie (Calvados)
Authie település Franciaországban, Calvados megyében. Lakosainak száma 1691 fő (2022. január 1.). Authie Cairon, Rosel, Saint-Contest, Saint-Germain-la-Blanche-Herbe és Rots községekkel határos.

## Népesség
A település népességének változása:
| Lakosok száma | 514  | 645  | 780  | 1303 | 1533 | 1570 | 1595 | 1696 | 1666 | 1691 |
|               | 1968 | 1982 | 1990 | 2006 | 2013 | 2015 | 2017 | 2019 | 2020 | 2022 |